# Christian Wetklo
Christian Wetklo (* 11. Januar 1980 in Marl) ist ein deutscher Fußballtorwart und -trainer. Er steht bei der zweiten Mannschaft des FC Schalke 04 als Torwarttrainer unter Vertrag.

## Spielerkarriere

### Vereine
Er begann bei DJK Arminia Hassel mit dem Fußballspielen, wechselte 1988 zum SC Hassel und 1995 in die Jugendabteilung des FC Schalke 04, in der er dreieinhalb Jahre aktiv war. Als Jugendlicher wurde er regelmäßig in die Westfalenauswahl berufen. Im Januar 1999 wechselte er für ein halbes Jahr in die Jugend von Rot-Weiss Essen.
Wetklos erste Station im Seniorenbereich war die in der Landesliga spielende zweite Mannschaft von Rot-Weiss Essen, zu dem er als 19-Jähriger zur Saison 1999/2000 stieß.
Zur Saison 2000/01 wechselte er zur Amateurmannschaft des 1. FSV Mainz 05 in die Oberliga Südwest. Nach zwei Spieljahren bei den Amateuren und mehrmals als Ersatztorwart der Profis bei Zweitligaspielen auf die Bank berufen, kam Wetklo im Sommer 2002 zu seinem ersten Pflichtspiel mit den Profis. Im Elfmeterschießen des Erstrundenspiels um den DFB-Pokal bei der SpVgg Unterhaching hielt der Torhüter einen Elfmeter; in der 2. Bundesliga kam Wetklo seinerzeit nicht zum Einsatz.

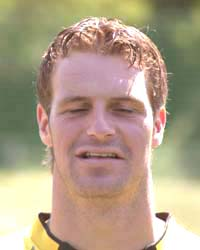
Christian Wetklo (2006)

Seine ersten Profi-Ligaspiele absolvierte Wetklo nach dem Aufstieg der Mainzer in der Rückrunde der Bundesligasaison 2004/05, als er den mehrere Wochen lang verletzten Dimo Wache ersetzte. Dabei gab er sein Bundesligadebüt am 19. Februar 2005 (22. Spieltag) beim torlosen Remis im Heimspiel gegen Arminia Bielefeld mit Einwechslung zur zweiten Halbzeit für Dimo Wache. Zu Beginn der Rückrunde der Folgesaison profitierte er von einer weiteren schweren Verletzung Waches, die ihn bis zu seiner eigenen Schulterverletzung im drittletzten Saisonspiel zum Stammtorwart der Mainzer machte.
In der Saison 2010/11 profitierte Wetklo ebenfalls von einer Verletzung seines Konkurrenten. Diesmal war es Heinz Müller, der sich in der Saisonvorbereitung einen Kreuzbandriss zuzog. Nach Abschluss der Hinrunde wurde der genesene Müller wieder Stammtorwart der 05er. Ende Oktober 2011 kam Wetklo beim 1:0-Sieg in der 2. Hauptrunde um den DFB-Pokal bei Hannover 96 zum Einsatz und hielt in der letzten Spielminute der Verlängerung einen Strafstoß. Fortan etablierte er sich als Stammtorhüter und bestritt ab dem 11. Spieltag – bis auf zwei – die restlichen Ligaspiele. In der Folgesaison bestritt er 31 von 34 Ligaspielen.
Nachdem im Februar 2014 bekannt worden war, dass Wetklo nach 14 Jahren zum Ende der Spielzeit 2013/14 den Verein verlassen würde, wechselte er in der Sommerpause 2014 zum Zweitliga-Aufsteiger SV Darmstadt 98. Ende Juli 2014, kurz vor Saisonauftakt, verständigten sich Darmstadt 98 und Wetklo auf eine einvernehmliche Vertragsauflösung, was ihn zunächst vereinslos machte.
Doch nur wenige Wochen später verpflichtete ihn sein früherer Jugendverein, der FC Schalke 04, angesichts der Verletzungen von Fabian Giefer, Ersatz in der ersten Mannschaft, und Louis Hülsmann, Ersatz in der zweiten, als erfahrenen Torhüter, womit sich zum Ende seiner Karriere ein Kindheitstraum erfüllte. Bis zum 13. Spieltag war Wetklo somit hinter Stammkeeper Ralf Fährmann Teil des Bundesligakaders der Schalker. Nach der Rückkehr Giefers wurde er in die zweite Mannschaft der Knappen, die U 23, integriert und sollte im Bedarfsfall wieder in die erste Mannschaft geholt werden. Dies geschah jedoch nur noch, wenn unbedingt nötig: Als Fährmann sich verletzte und Giefer für die Schalker debütierte, erhielt Timon Wellenreuther, gemeinsam mit Wetklo in der zweiten Mannschaft aktiv, die Gelegenheit, in der Bundesliga auf der Ersatzbank Platz zu nehmen. Debütant Giefer verletzte sich schon am 19. Spieltag nach nur zwei Partien ebenfalls, so dass Wetklo die nächsten sechs Bundesligaspiele hinter dem jungen Wellenreuther Ersatztorhüter war. Danach war Fährmann wieder einsatzfähig, und Wetklo kehrte ohne Einsatz zur zweiten Mannschaft zurück. Seine Hoffnung auf ein Debüt am letzten Spieltag der Saison erfüllte sich nicht.
Nach Auslaufen seines Vertrags wurde Wetklo zunächst vereinslos, bevor er einige Wochen später für die Spielzeit 2015/16 als Torwarttrainer der Schalker U 23 verpflichtet wurde und gleichzeitig als Spieler in der viertklassigen Regionalliga West aktiv blieb. In der zweiten Mannschaft absolvierte er am 2. August 2015, dem 1. Spieltag, sein erstes Pflichtspiel in einem Schalker Trikot.

### Nationalmannschaft
Sein Debüt im Nationaltrikot gab er am 8. August 1997 in Oberhaching im Test-Länderspiel der U-17-Nationalmannschaft, die gegen die Auswahl des Oman mit 5:1 gewann. Ferner kam er am 21. und 24. August in Hard beim 4:0-Sieg gegen die Auswahl Costa Ricas und beim 5:2-Sieg gegen die Auswahl Österreichs zum Einsatz.
Wetklo nahm an der vom 4. bis 21. September 1997 in Ägypten ausgetragenen U-17-Weltmeisterschaft teil und kam im dritten Gruppenspiel beim 1:1 gegen die Auswahl des Gastgebers zu seinem einzigen Turnierspiel. Das Turnier beendete er mit der Mannschaft als Vierter, nachdem das Spiel um Platz 3 gegen die Auswahl Spaniens mit 1:2 verloren worden war.
Sein letztes Länderspiel absolvierte er am 10. März 1998 in Kitzingen bei der 2:4-Niederlage gegen die Auswahl der Ukraine.

## Trainerkarriere
Wetklo ist seit Februar 2016 im Besitz der A-Trainer-Lizenz.
Beim TSV Wackernheim war Wetklo 2011 Jugendtrainer. In den Spielzeiten 2012/13 und 2013/14 trainierte er die D2- bzw. D1-Jugend des TSV Schott Mainz. Zur Saison 2014/15 übernahm Wetklo die Herrenmannschaft des in der Kreisliga A Mainz-Bingen spielenden TSV Wackernheim. Dieses Engagement beendete er aber wegen seines Wechsels zum FC Schalke 04 nach wenigen Spielen.
Am 5. März 2015 wurde Wetklo bis zum Saisonende Trainer des SuS Bertlich aus Herten in der Kreisliga B, dessen Leiter der Fußballabteilung ein Schwager Wetklos ist.
Zur Saison 2015/16 übernahm Wetklo den Posten als Torwarttrainer der zweiten Mannschaft von Schalke 04 und stand während der Saison 2015/16 der Mannschaft auch als Spieler zur Verfügung.

## Erfolge
- Vierter bei der U-17-Weltmeisterschaft 1997
- Südwestmeister und Aufstieg in die Regionalliga Süd 2003
- Südwestpokal-Sieger 2001, 2002, 2003, 2004, 2005 (mit dem 1. FSV Mainz 05 II)
- Aufstieg in die Bundesliga 2004, 2009 mit dem 1. FSV Mainz 05